# Алыш-Камень
Алыш-Камень, Алаш‑Камень — упразднённый в 1936 году населённый пункт на территории современного города Североморска в Мурманской области России.

## География
Находился на юго-восточном берегу Кольского залива, в средней его части, на берегу залива Алыш, возле мыса Алыш и горы Алыш.

## История
Возник как колония.
В Советской России зарегистрирована 03.05.1920 в составе Грязно‑Губского сельсовета Александровской волости на месте старой тони «у Алыш камени на усть Ваенгской губы».
1 августа 1927 года Александровская волость была упразднена, и Алыш-Камень вошёл в образованный Александровский район в составе Мурманского округа Ленинградской области.
С 1931 на территории Полярного района.
С 1934 года возле Алыш-Камня начала возводиться база создаваемого Северного флота.
В 1936 населённый пункт исключен из учётных данных и расселен.

## Топоним
Ещё в писцовой книге начала XVII века упоминается топоним Алыш-Камень — так обозначался наволок (низменный берег), разделяющий губы Ваенга и Варламова в Кольском заливе.
Саамское «алаш» — плоский камень, на котором разводился огонь в куваксе; в широком смысле — очаг, огнище.

## Население
По переписи 1926 проживало 4 чел. (финны).
В 1936 жители выселены.

## Транспорт
Доступен был морем.